# 米沢市立松川小学校
米沢市立松川小学校（よねざわしりつ まつかわしょうがっこう）は山形県米沢市にある公立小学校。

## 概要
米沢市内小学校の規模の適正化を図るため、4地区（東部小学校区の通町一丁目から通町八丁目、南部小学校区の吾妻町、南原小学校区の芳泉町、関根小学校区の三沢の下原）を校区として松川小学校が新設された。

## 教育目標
自立をめざし、
- かしこく
- なかよく
- たくましく

## 沿革
- 1992年（平成4年）4月1日 - 開校
- 2021年（令和3年）4月1日 - 関根小学校の閉校に伴い、松川小学校が受け入れ校となる。

## 通学区域
- 通町一丁目、通町二丁目、通町三丁目、通町四丁目、通町五丁目、通町六丁目、通町七丁目、通町八丁目(東部小学校通学区域を除く。)、吾妻町、大字三沢、大字芳泉町、大字赤崩、直江石堤(1番地から199番地まで)、大字関根、万世町立沢、大字大小屋、大字大沢、大字板谷[2]

## 進学先中学校
- 公立学校は、第五中学校へ進学も一部は第一中学校に進学する[2]。

## 周辺
- 山形県立米沢栄養大学
- 山形県立米沢女子短期大学
- 米沢市営陸上競技場
- 最上川